# Juan Pablo Sorín
Pour les articles homonymes, voir Sorín.
Juan Pablo Sorín, né le 5 mai 1976 à Buenos Aires (Argentine), est un footballeur argentin, international de 1995 à 2006 (76 sélections, 12 buts).
Défenseur latéral gauche, Sorín peut également évoluer en milieu de terrain gauche. Globetrotteur, il joue en Argentine, au Brésil, en Espagne, en Italie, en France et en Allemagne. Il est le capitaine de l'équipe d'Argentine lors de la Coupe du monde 2006.

## Biographie

### Débuts
Juanpi, son surnom en Argentine, commence sa carrière en jouant dans les divisions inférieures du championnat d'Argentine avec l'équipe de jeunes d'Argentinos Juniors, un club de football de Buenos Aires. Il gagne sa place dans l'équipe première à partir de 1994, et après avoir été capitaine de l'équipe d'Argentine des moins de 20 ans qui remporte la Coupe du monde des moins de 20 ans 1995 au Qatar, il est acheté par la Juventus de Turin, mais il n'entre pas dans les plans de l'équipe préétablis et revient rapidement en Argentine.
Sorín signe à River Plate à l'été 1996, et relance sa carrière, remportant trois championnats Apertura (1996, 1997 et 1999), un championnat Clausura (1997), une Copa Libertadores en 1996 et une Supercopa Sudamericana en 1997.

### Cruzeiro et prêts en Europe
Il est transféré à Cruzeiro en 2000. En deux saisons et demie, il remporte la Copa do Brasil 2000 et devient l'un des chouchous des supporteurs du club brésilien.
Après la Copa do Brasil 2002, il signe en juillet 2002 pour la Lazio de Rome.
Après une blessure traînée durant une demi-saison à la Lazio, Sorín est recruté par le FC Barcelone, remplissant le quota de joueurs hors-UE avec Juan Román Riquelme et Roberto Bonano. Il fait ses débuts en Liga le 9 février 2003 contre l'Athletic Bilbao (2-2).
Après une demi-saison réussie, il quitte le Camp Nou à l'été 2003 et poursuit son tour d'Europe en France afin de jouer pour le Paris Saint-Germain. Prêté durant une saison, Juan Pablo Sorín marque le club de la capitale par sa « grinta » et son côté porte-bonheur, lui qui ne connaît pas la défaite en 26 matches officiels disputés sous le maillot parisien, malgré des relations délicates avec Vahid Halilhodžić, l’entraîneur parisien de l’époque. Lors de cette saison 2003-2004, Sorin et le Paris Saint-Germain sont vice-champions de France et remportent la Coupe de France. Un trophée remporté après avoir éliminé l’Olympique de Marseille grâce à un but marqué par ses soins, de la tête, lors du temps réglementaire au Stade Vélodrome. Sorín quitte le club à la fin de l'exercice à cause de différends avec Halilhodzic.
Il retourne deux mois au Cruzeiro en 2004, disputant le Campeonato Brasileiro Série A, avant d’être transféré à Villarreal.

### Villarreal
En novembre 2004, Sorín signe à Villarreal sur un transfert libre. Sorín connaît une belle période avec Villarreal, atteignant les demi-finales de la Ligue des champions, où l'équipe est battue par Arsenal.

### Hambourg
Durant l'été 2006, Sorín fait l'objet de sollicitations de la part des clubs de Premiership de Portsmouth, des Bolton Wanderers et de Newcastle United. 
Le 31 août 2006, il s'engage pour trois ans avec le club allemand de Hambourg SV. Le montant du transfert est alors de 2,5 millions d'euros. Mais en juillet 2008, après deux ans avec le club allemand et seulement 24 apparitions en Bundesliga pour cause de blessure, il rompt son contrat à l'amiable.

### Retour à Cruzeiro
Sorín revient à Cruzeiro le 29 août 2008. Il signe un contrat jusqu'à la fin de la saison, avec une option de renouvellement pour deux années supplémentaires.
Il joue son seul et unique match de championnat depuis son retour à Cruzeiro le 14 juin 2009, et annonce sa retraite le 28 juillet 2009, à 33 ans, du fait de blessures répétées.

### Carrière internationale
Sorín fait partie de l'équipe d'Argentine lors de la Coupe du monde 2002. L'Albiceleste ne joue que trois matchs contre le Nigeria, l'Angleterre et la Suède et est éliminée dès le premier tour.
L'équipe d'Argentine est ensuite reprise par José Pekerman qui nomme Sorín capitaine de la sélection pour la Coupe du monde 2006 en Allemagne. Sorín joue un rôle important dans la Coupe du monde de l'Argentine au poste d'arrière gauche offensif. L'Argentine se qualifie pour le deuxième tour après avoir battu la Côte d'Ivoire (2–1) puis la Serbie-et-Monténégro (6–0). Après avoir vaincu le Mexique en prolongation, l'Argentine poursuit sa route en quart de finale où elle perd face aux hôtes allemands, après une séance de tirs au but.

## Statistiques
| Saison                | Club                  | Championnat           | Championnat | Championnat | Coupe(s) nationale(s) | Coupe(s) nationale(s) | Compétition(s) continentale(s) | Compétition(s) continentale(s) | Compétition(s) continentale(s) | Supercoupe UEFA | Supercoupe UEFA | Coupe intercontinentale | Coupe intercontinentale | Argentine | Argentine | Total | Total |
| Saison                | Club                  | Division              | M.          | B.          | M.                    | B.                    | Comp.                          | M.                             | B.                             | M.              | B.              | M.                      | B.                      | M.        | B.        | M.    | B.    |
| 1994-1995             | Argentinos Juniors    | Primera División      | 20          | 1           | -                     | -                     | -                              | -                              | -                              | -               | -               | -                       | -                       | 3         | 0         | 23    | 1     |
| 1995-1996             | Juventus              | Série A               | 2           | 0           | 1                     | 0                     | C1                             | 1                              | 0                              | -               | -               | -                       | -                       | -         | -         | 4     | 0     |
| 1996-1997             | River Plate           | Primera División      | 32          | 5           | -                     | -                     | CL                             | -                              | -                              | 1               | 0               | 1                       | 0                       | 4         | 1         | 38    | 6     |
| 1997-1998             | River Plate           | Primera División      | 21          | 4           | -                     | -                     | CL                             | -                              | -                              | -               | -               | -                       | -                       | -         | -         | 21    | 4     |
| 1998-1999             | River Plate           | Primera División      | 18          | 1           | -                     | -                     | CL                             | -                              | -                              | -               | -               | -                       | -                       | 8         | 2         | 26    | 3     |
| 1999-2000             | River Plate           | Primera División      | 7           | 1           | -                     | -                     | CL                             | -                              | -                              | -               | -               | -                       | -                       | 2         | 0         | 9     | 1     |
| 2000                  | Cruzeiro              | Série A               | 14          | 3           | -                     | -                     | -                              | -                              | -                              | -               | -               | -                       | -                       | 7         | 0         | 21    | 3     |
| 2001                  | Cruzeiro              | Série A               | 15          | 0           | -                     | -                     | CL                             | -                              | -                              | -               | -               | -                       | -                       | 8         | 2         | 23    | 2     |
| 2002                  | Cruzeiro              | Série A               | -           | -           | -                     | -                     | -                              | -                              | -                              | -               | -               | -                       | -                       | 6         | 1         | 6     | 1     |
| 2002-jan 2003         | Lazio Rome (prêt)     | Série A               | 6           | 0           | 4                     | 0                     | C3                             | 1                              | 0                              | -               | -               | -                       | -                       | 1         | 1         | 12    | 1     |
| jan 2003-2003         | FC Barcelone (prêt)   | Liga                  | 15          | 1           | -                     | -                     | -                              | -                              | -                              | -               | -               | -                       | -                       | 2         | 0         | 17    | 1     |
| 2003-2004             | Paris SG (prêt)       | Ligue 1               | 21          | 1           | 5                     | 1                     | -                              | -                              | -                              | -               | -               | -                       | -                       | 11        | 2         | 37    | 4     |
| 2004                  | Cruzeiro              | Série A               | 6           | 0           | -                     | -                     | CL                             | 3                              | 1                              | -               | -               | -                       | -                       | 8         | 2         | 17    | 3     |
| 2004-2005             | Villarreal CF         | Liga                  | 21          | 4           | -                     | -                     | C3                             | 6                              | 0                              | -               | -               | -                       | -                       | 9         | 0         | 36    | 4     |
| 2005-2006             | Villarreal CF         | Liga                  | 20          | 3           | -                     | -                     | C1                             | 13                             | 1                              | -               | -               | -                       | -                       | 11        | 1         | 44    | 5     |
| 2006-2007             | Hambourg SV           | Bundesliga            | 19          | 4           | -                     | -                     | C1                             | 3                              | 0                              | -               | -               | -                       | -                       | -         | -         | 22    | 4     |
| 2007-2008             | Hambourg SV           | Bundesliga            | 5           | 0           | -                     | -                     | -                              | -                              | -                              | -               | -               | -                       | -                       | -         | -         | 5     | 0     |
| 2008                  | Cruzeiro              | Série A               | -           | -           | -                     | -                     | -                              | -                              | -                              | -               | -               | -                       | -                       | -         | -         | 0     | 0     |
| 2009                  | Cruzeiro              | Série A               | 1           | 0           | -                     | -                     | CL                             | 1                              | 0                              | -               | -               | -                       | -                       | -         | -         | 2     | 0     |
| Total sur la carrière | Total sur la carrière | Total sur la carrière | 243         | 28          | 10                    | 1                     | -                              | 28                             | 2                              | 1               | 0               | 1                       | 0                       | 80        | 12        | 363   | 43    |

## Palmarès

### En club
- Vice-Champion d'Italie en 1996 avec la Juventus
- Vainqueur de la Ligue des champions en 1996 avec la Juventus
- Vainqueur de la Copa Libertadores en 1996 avec River Plate
- Finaliste de la Coupe intercontinentale en 1996 avec River Plate
- Finaliste de la Recopa Sudamericana en 1997 avec River Plate
- Vainqueur de la Coupe du Brésil en 2000 avec Cruzeiro
- Champion d'Argentine en 1996 (ouverture), 1997 (clôture), 1997 (ouverture) et 1999 (ouverture) avec River Plate
- Vainqueur de la Coupe de France en 2004 avec le Paris Saint-Germain
- Vice-Champion de France en 2004 avec le Paris Saint-Germain

### En sélection
- Vainqueur de la Coupe du monde des moins de 20 ans en 1995 avec l'Argentine

### Distinctions individuelles
- Trophée du joueur du mois UNFP en avril 2004